# Ortrun Wenkel
Ortrun Wenkel (25 de octubre de 1942) es una contralto alemana. Fue una de las artistas participantes en el Anillo del Centenario en el Festival de Bayreuth en 1976. Ganó un Premio Grammy en 1983.

## Biografía
Ortrun Wenkel nació en Buttstädt, Turingia (Alemania) y realizó sus estudios musicales en Weimar y Fráncfort. Comenzó su carrera en 1964 dedicándose a la música barroca, interpretando oratorios, conciertos y recitales en diferentes escenarios de toda Europa. Sin embargo, Wenkel decide cambiar de vehículo musical para adentrarse en el campo de la ópera, debutando en 1971 como Orfeo en la ópera-ballet Orfeo y Eurídice de Gluck.
Ortrun Wenkel alcanzó la consagración en 1976 durante la celebración en el Festival de Bayreuth del centenario tanto del festival como de la primera representación completa de la tetralogía de Richard Wagner El Anillo del Nibelungo. Allí, interpretó a Erda tanto en El oro del Rin como en Sigfrido así como a la Primera Norma en El ocaso de los dioses, siendo dirigida por Pierre Boulez en regia de Patrice Chéreau.
Sería invitada al festival durante 6 años consecutivos, volviendo a cantar los roles anteriormente citados como otros nuevos: Schwertleite en La Valquiria o la voz en Parsifal. También fue invitada a cantar en varias ocasiones en otro prestigioso certamen como el Festival de Salzburgo.
Wenkel cantó los roles más importantes de ópera como contralto (Erda, Primera Norma, Clitenmestra en Electra de Richard Strauss, Olga en Eugenio Oneguin de Chaikovski) con alguna incursión exitosa en la cuerda de mezzosoprano (Azucena de El trovador de Verdi), ópera barroca y creación contemporánea. Aquí, se destaca su interpretación de Beroe en Las bacantes de Henze y su creación de Bernarda Alba en el estreno mundial en 2000 de la ópera de Aribert Reimann de La casa de Bernarda Alba.

## Discografía
- Vivaldi: Psaume 126 "Nisi Dominus", Carissimi: Canzone No, non si speri, Caldara: Air de Cantate Mirti, faggi, tronchi, Monteverdi: Lamento d'Arianna; Ortrun Wenkel, Orchestra PRO ARTE München, Conductor: Kurt Redel (LP 1975, Arion, Paris 1976/1979)
- J. S. Bach: St. Matthew Passion, BWV 244; Evangelische Jugendkantorei der Pfalz, Chamber Orchestra of Heidelberg, Conductor: Heinz Markus Goettsche (1976 LP Da Camera Magna, 1997 CD Bayer Records)
- Gustav Mahler: Symphoniy No. 3 d minor; London Philharmonic Orchestra, Conductor: Klaus Tennstedt (EMI Records 1980)
- Richard Wagner: Der Ring des Nibelungen; Conductor: Pierre Boulez (1980 LP Philips/ 2005 DVD Deutsche Grammophon)
- Krzysztof Penderecki: Te Deum; Chor des NDR, RIAS Kammerchor, Radio-Symphonie-Orchester Berlin, Conductor: Krzysztof Penderecki (1981, Sender Freies Berlin, LP)
- Antonín Dvořák: Stabat Mater; Czech Philharmonic Choir, Czech Philharmonic, Conductor: Wolfgang Sawallisch (1983, Supraphon)
- Dmitri Shostakovich: Symphony Nr. 14 / Six Poems by Marina Tsvetaeva, Op. 143a; Júlia Várady, Dietrich Fischer-Dieskau / Ortrun Wenkel, Concertgebouw Orchestra Ámsterdam, Conductor: Bernard Haitink (1986, Decca)
- Franz Schreker: Five songs for low voice; Radio-Symphonie-Orchester Berlin, Conductor: Karl Anton Rickenbacher (1986, Koch Records)
- Wolfgang Amadeus Mozart: Requiem; Concentus Musicus Wien, Conductor: Nikolaus Harnoncourt (1991, Teldec; DVD 2006, TDK, including Johann Sebastian Bach, Komm, du süße Todesstunde, BWV 161)
- Gustav Mahler: Symphony Nr. 8; Frankfurter Museumsorchester, Conductor: Michael Gielen (LP 1981 / CD 1992 Sony)
- Johann Sebastian Bach: Cantatas BWV 137 and BWV 21; Thomanerchor and Neues Bachisches Kollegium Leipzig, Conductor: Hans-Joachim Rotzsch (1994, Berlin Classics)
- Richard Wagner: Der Ring des Nibelungen; Dresdner Staatskapelle, Conductor: Marek Janowski (1982 LP, Eterna / 1983 LP Ariola-Eurodisc / 1995 CD, RCA)
- Richard Strauss: Daphne; Lucia Popp, Reiner Goldberg, Peter Schreier, Ortrun Wenkel, Kurt Moll; Chor und Symphonieorchester des Bayrischen Rundfunks, Conductor: Bernard Haitink (2011 CD EMI Classics)